# Marix Loevensohn
Salomon Marix Loevensohn (België, Kortrijk, 31 maart 1880 – Frankrijk, Montauban, 24 april 1943) was een Belgisch cellist.
Hij werd geboren binnen het gezin van Marix Loevensohn en Claire Levy. Hij was getrouwd met pianiste/componiste Flora Joutard, een zus van Pauline Joutard en vanaf 1926 met Wilhelmina Bosman.
Hij kreeg zijn muzikale opleiding aan het Conservatorium van Brussel, waaraan hij in 1894 cum laude afstudeerde. Zijn debuut vond plaats in juli 1894 als hij in de Londense Queens Hall concerteert onder Arthur Nikisch. Vervolgens ging hij op diverse concertreizen, waarbij hij in 1896 ook het Concertgebouw aandeed. Hij is dan ook cellist in diverse strijkkwartetten onder meer in dat van Eugène Ysaÿe. In 1907 vestigde hij zich in Berlijn om daar deel uit te maken van het lerarenkorps van het Klindworth-Scharwenka-conservatorium en even later van de Universiteit voor de Kunsten. Al die tijd bleef hij kamermuziek spelen. In 1914 ging hij in Belgische militaire dienst, maar Nederland kocht hem vrij. Vanaf 1915 bekleedde hij een aantal jaren de functie van solocellist in het Concertgebouworkest, hij volgde Gerard Hekking in die functie op. Hij vormde in 1928 met Louis Zimmermann en Jaap Spaanderman het Concertgebouwtrio. Hij gaf dan alweer enige tijd les aan het Koninklijk Conservatorium Brussel (1920-1932) en het Rotterdams Conservatorium. In november 1936 nam het afscheid van het Concertgebouworkest door als solist drie keer op te treden met het celloconcert van Willem Pijper en Don Quixote van Richard Strauss. Hij werd opgevolgd door Henk van Wezel.
Alfred Bauwens en Samuel Brill (Rotterdams Philharmonisch Orkest) zijn leerlingen van hem. Henriëtte Bosmans schreef haar Poème voor cello en orkest voor hem; Pijper bovendien zijn Sonate voor cello en piano. Albert Roussel droeg zijn Concertino pour violoncelle et orchestre aan hem op. Felicien Bobeldijk heeft hem op een tekening vastgelegd.
Hij overlijdt op een onderduikadres in Frankrijk.
- Gemeinsame Normdatei: 117161942
- International Standard Name Identifier: 0000 0000 2014 1135
- MusicBrainz: 99cd3155-80b9-40dc-9e19-1bc09511e325
- Nederlandse Thesaurus van Auteursnamen: 308380673
- Virtual International Authority File: 3241229
- WorldCat: E39PBJgX7FDtHdphYKdmrtrwmd